# Џонатан Боуен
Џонатан П. Боуен (Оксфорд, 1956) је британски стручњак за рачунаре.

## Преглед
Џонатан Боуен је представник „Museophile Limited” компаније и професор емеритус на London South Bank универзитету, где је руководио Центром за примењене формалне методе. Био је професор рачунарске науке на Универзитету у Бирмингему, гостујући професор на институту Прат (Њујорк), Универзитета у Вестминстеру, Кингс колеџа (Лондон), и гостујући академик на Лондонском универзитетском колеџу.

## Образовање
Рођен је у Окфсорду, син Хамфрија Боуена, а школовао се у „Dragon School” (Оксфорд) и у школи у Брајанстону пре него што је матурирао на Универзитетском колеџу у Оксфорду (Универзитет у Оксфорду), где је стекао звање магистра инжињерских наука.

## Каријера
Боуен је касније радио на колеџу „Imperial College” у Лондону, компјутерској лабораторији универзитета у Оксфорду (сада одсеку за информатичке технологије на универзитету у Оксфорду), на Универзитету у Редингу и универзитету „London South Bank”. Његов рани рад био је заснован генерално на формалним методама, а касније нарочито на „Z-нотацији” (енгл. the Z notations). Био је представник групе „Z-корисника” (енгл. the Z user group) од раних 1990-их година до 2011. године. Проглашен је представником британског компјутерског друштва „FACS” (енгл. Specialist Group on Formal Aspects of Computing Science) 2002. године. Од 2005. године, Боуен је помоћник главног уредника новина „Иновације у систему и софтверском инжењерству”. Поред тога, сарадник је и уредника насловне стране новина „ACM Computing Surveys”, покривајући област софтверског инжењерства и формалних метода. Од 2008.–2009. године, био је сарадник у „Praxis High Integrity Systems” и радио на великом индустријском пројекту користећи З-нотације.
Још једно од Боуенових интересовања је у области онлајн музеја. Основао је странице виртуелних музеја (енгл. Virtual Library museums pages (VLmp)) 1994. године. То је директоријум онлајн музеја који је ускоро подржан од стране Међународног Савета Музеја (енгл. International Council of Museums, ICOM, српска скраћеница: МСМ). Исте године створио је „Виртуелни музеј рачунарства”. „Museophile Limited” је основао 2002. године да помаже музејима, посебно онлајн, на пример са форумима за дискусију. Такође је радио у индустрији „Oxford Instruments”, „Marconi Instruments”, „Logica”, „Силикон Графикс” (енгл. Silicon Graphics) и „Altran Praxis”.
Боуен је изабран за члана RSA (енгл. Royal Society for the encouragement of Arts, Manufactures and Commerce) 2002. године и британског компјутерског друшва (енгл. British Computer Society (BCS)) 2004. године. Такође је члан организације „Worshipful Company of Information Technologists” у Ситију у Лондону.

## Одабране књиге
- Боуен, Џ.П., уредник, Bowen, Jonathan; Bowen, Jonathan Peter (1994). Towards Verified Systems. Elsevier. ISBN 978-0-444-89901-9.. Елсевиер, Real-Time Safety Critical Systems series, том 2. .
- Хинчи, М.Г. и Боуен, Џ.П., уредници, Hinchey, Michael Gerard; Bowen, Jonathan Peter (1995). Applications of Formal Methods. Prentice Hall. ISBN 978-0-13-366949-7.. Prentice Hall International Series in Computer Science. .[11]
- Боуен, Џ.П., Formal Specification and Documentation using Z: A Case Study Approach. International Thomson Computer Press. 1996. ISBN 978-1-85032-230-6., International Thomson Publishing. .[12]
- Боуен, Џ.П. и Хинчи, М.Г., уредници, Bowen, Jonathan P.; Hinchey, Michael G. (1999). High-Integrity System Specification and Design. Springer. ISBN 978-3-540-76226-3.. Springer-Verlag, Лондон. .
- Хинчи, М.Г. и Боуен, Џ.П., уредници, Hinchey, Michael G.; Bowen, Jonathan P. (1999). Industrial-Strength Formal Methods in Practice. Springer. ISBN 978-1-85233-640-0.. Springer-Verlag, Лондон. .
- Хиеронс, Р., Боуен, Џ.П., и Харман, М., уредници, Hierons, Robert M.; Bowen, Jonathan P.; Harman, Mark (2008). Formal Methods and Testing. Springer. ISBN 978-3-540-78916-1.
- Бергер, Е., Батлер, М., Боуен, Џ.П., и Бока, П., уредници, Börger, Egon (2008). Abstract State Machines, B and Z. Springer. ISBN 978-3-540-87602-1.. Springer-Verlag, LNCS, том 5238. .
- Boca, Paul; Bowen, Jonathan P.; Siddiqi, Jawed, ур. (2010). Formal Methods: State of the Art and New Directions. Springer. Bibcode:2010fmso.book.....B. ISBN 978-1-84882-735-6. doi:10.1007/978-1-84882-736-3..
- Боуен, Џ.П., Кин, С., и Нг, К., уредници, Bowen, Jonathan P.; Keene, Suzanne; Ng, Kia (2013). Electronic Visualisation in Arts and Culture. Springer. ISBN 978-1-4471-5406-8.. Springer Series on Cultural Computing, Springer. .
- Коупленд, Џ., Боуен, Џ.П., Спревак, М., Вилсон, Р., и др., Jack Copeland, B.; Bowen, Jonathan; Sprevak, Mark; Wilson, Robin (2017). The Turing Guide. Oxford University Press. ISBN 978-0198747833.[13]
- Provably Correct Systems. NASA Monographs in Systems and Software Engineering. Springer International Publishing. 2017. ISBN 978-3-319-48627-7. S2CID 7091220. doi:10.1007/978-3-319-48628-4..
- Giannini, Tula; Bowen, Jonathan P. (2019). Museums and Digital Culture: New Perspectives and Research. Springer Series on Cultural Computing. Springer. ISBN 978-3-319-97456-9. S2CID 146115899. doi:10.1007/978-3-319-97457-6.. Springer Series on Cultural Computing, Springer, e-, .[14]